# Jean Cousin den yngre
Jean Cousin den yngre, född omkring 1522, död 1594, var en fransk konstnär. Han var son till Jean Cousin den äldre.
Cousin blev mest känd för sina kopparstick, och utförde en mycket använd proportionslära, Livre de pourtraiture (1595).